# Admir Smajić
Admir Smajić (ur. 7 września 1963 w Bijeljinie) – bośniacki piłkarz występujący na pozycji pomocnika. Trener piłkarski.

## Kariera klubowa
Smajić karierę rozpoczynał w 1979 roku w Partizanie. W 1983 roku, w 1986 roku, a także w 1987 roku wywalczył z nim mistrzostwo Jugosławii. Przez 9 lat w barwach Partizana rozegrał 194 spotkania i strzelił 9 goli. W 1988 roku wyjechał do Szwajcarii, by grać w tamtejszym Neuchâtel Xamax. W 1990 roku zdobył z nim Puchar Szwajcarii. Po 4,5 roku spędzonym w Neuchâtel, na początku 1993 roku odszedł do FC Basel. Grał tam przez 4 lata, a potem przeniósł się do BSC Young Boys. Występował tam przez 2,5 roku. W 1999 roku zakończył karierę.

## Kariera reprezentacyjna
W reprezentacji Jugosławii Smajić zadebiutował 25 marca 1987 roku w wygranym 4:0 towarzyskim meczu z Austrią. W zespole Jugosławii rozegrał 5 spotkań, wszystkie w 1987 roku. Trzy lata wcześniej, w 1984 roku został powołany do kadry na Letnie Igrzyska Olimpijskie, podczas których zdobył z drużyną brązowy medal.
1 września 1996 roku w przegranym 0:3 meczu eliminacji Mistrzostw Świata 1998 z Grecją, Smajić zadebiutował w reprezentacji Bośni i Hercegowiny. Łącznie zagrał w niej 2 razy.